# Formica subcyanea
Formica subcyanea är en myrart som beskrevs av Wheeler 1913. Formica subcyanea ingår i släktet Formica och familjen myror. Inga underarter finns listade i Catalogue of Life.